# Grognard
Cet article concerne les soldats de Napoléon Bonaparte. Pour les autres significations, voir Grognard (homonymie).
 (août 2018).
Si vous disposez d'ouvrages ou d'articles de référence ou si vous connaissez des sites web de qualité traitant du thème abordé ici, merci de compléter l'article en donnant les références utiles à sa vérifiabilité et en les liant à la section « Notes et références ».

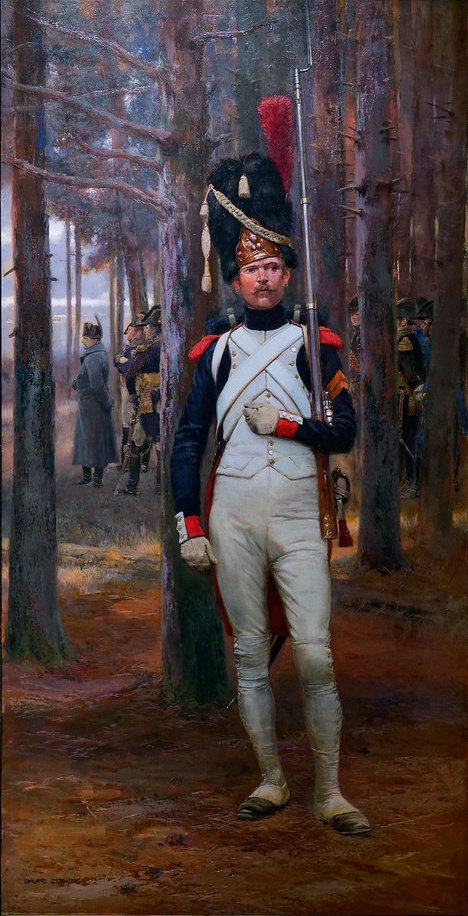
Grognard de la Vieille Garde en 1813 (Édouard Detaille)

Grognards est le nom donné aux soldats de la Vieille Garde de Napoléon Bonaparte. Elle était partagée en « Grenadiers » et « Chasseurs ».
Existaient aussi la Moyenne Garde, partagée en « Fusiliers Grenadiers » et « Fusiliers Chasseurs », et la Jeune Garde partagée en « Tirailleurs » et « Voltigeurs ».
Les hommes de la Vieille Garde étaient les plus expérimentés de la Grande Armée, mais aussi les plus fidèles soutiens de l'Empereur. Ils se plaignaient cependant souvent de leurs conditions de vie directement à Napoléon, qui les appela donc « grognards ».
Les plaintes, il est vrai, étaient rarement justifiées : si la discipline était rude elle restait humaine, et les hommes de la Garde bénéficiaient d'avantages non négligeables en comparaison des autres unités de l'armée : solde supérieure, meilleure nourriture, priorité lors du ravitaillement en campagne…[réf. nécessaire]
Il fallait un minimum de 10 ans de service pour entrer au 1er régiment de grenadiers à pied de la Garde impériale, 8 ans pour entrer au 2e régiment de chasseurs à pied de la Garde impériale. Les hommes y étaient admis pour leurs qualités de soldats.
Le port de la moustache « en forme de pistolet » était obligatoire – elle était rasée pendant les mois d'hiver –, ainsi que les cheveux longs noués en deux tresses derrière la nuque, et un anneau d'or de la taille d'un écu à chaque oreille.
Certains sont restés célèbres, tel le capitaine Jean-Roch Coignet, ou le colonel Philippe Higonet, exemples types de l'incroyable ténacité des soldats français de cette époque – plusieurs fois blessé, le second termina sa carrière guerrière en participant à la prise de Navarin en 1828[source insuffisante].
En 1857, Napoléon III décerna la médaille de Sainte-Hélène à tous les survivants en cette année, ayant combattu sous le drapeau tricolore de 1792 à 1815. Plusieurs anciens grognards se firent en cette occasion prendre en photo dans leurs uniformes d'époque, clichés qui furent révélés par l'Université Brown en 2004 [source insuffisante].
Lorsqu'un soldat de la Vieille Garde était réformé ou partait en retraite, il devenait un « Vieux de la Vieille ».

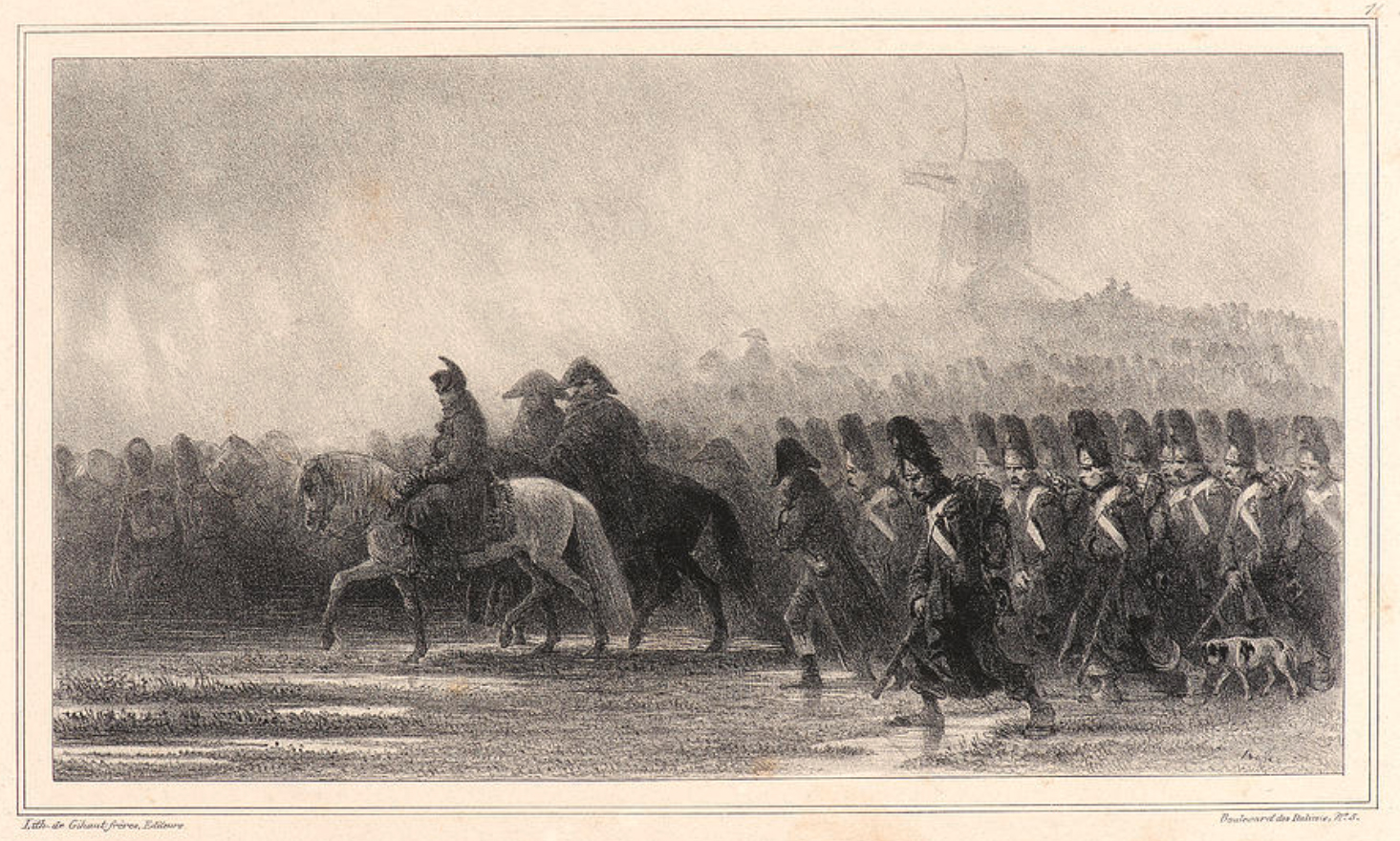
Ils grognaient, et le suivaient toujours par Auguste Raffet (1836)